# Montezumina obtusangulata
Montezumina obtusangulata är en insektsart som beskrevs av Nickle 1984. Montezumina obtusangulata ingår i släktet Montezumina och familjen vårtbitare. Inga underarter finns listade i Catalogue of Life.